# Michel-Louis-François Pain
Michel-Louis-François Pain est un homme politique français né le 1er mai 1738 à Torigny-sur-Vire (Manche) et décédé le 26 avril 1793 au même lieu.
Conseiller auditeur au bailliage de Torigny-sur-Vire, il est député du tiers état aux états généraux de 1789 pour le bailliage de Caen. Il prête le serment du jeu de paume et siège avec la majorité.

## Sources
- « Michel-Louis-François Pain », dans Adolphe Robert et Gaston Cougny, Dictionnaire des parlementaires français, Edgar Bourloton, 1889-1891 [détail de l’édition]